# Harpactea karabachica
Harpactea karabachica là một loài nhện trong họ Dysderidae.
Loài này thuộc chi Harpactea. Harpactea karabachica được miêu tả năm 1991 bởi Dunin.